# Ortley
Ortley és una població dels Estats Units a l'estat de Dakota del Sud. Segons el cens del 2000 tenia 54 habitants.

## Demografia
Segons el cens del 2000, Ortley tenia 54 habitants, 25 habitatges, i 16 famílies. La densitat de població era de 9,3 habitants per km².
Dels 25 habitatges en un 28% hi vivien nens de menys de 18 anys, en un 56% hi vivien parelles casades, en un 4% dones solteres, i en un 36% no eren unitats familiars. En el 36% dels habitatges hi vivien persones soles el 16% de les quals corresponia a persones de 65 anys o més que vivien soles. El nombre mitjà de persones vivint en cada habitatge era de 2,16 i el nombre mitjà de persones que vivien en cada família era de 2,81.
Per edats la població es repartia de la següent manera: un 20,4% tenia menys de 18 anys, un 11,1% entre 18 i 24, un 18,5% entre 25 i 44, un 27,8% de 45 a 60 i un 22,2% 65 anys o més.
L'edat mediana era de 45 anys. Per cada 100 dones de 18 o més anys hi havia 95,5 homes.
La renda mediana per habitatge era de 23.438 $ i la renda mediana per família de 24.063 $. Els homes tenien una renda mediana de 21.875 $ mentre que les dones 21.250 $. La renda per capita de la població era d'11.327 $. Entorn del 10,5% de les famílies i el 12,9% de la població estaven per davall del llindar de pobresa.

## Poblacions més properes
El següent diagrama mostra les poblacions més properes.